# Mohammad Hamid Ansari
Mohammad Hamid Ansari es un diplomático, indio retirado.
- Mohammad Hamid Ansari es hijo de Aisa Begum y Mohammad Abdul Aziz.
- En 1961 entró a los servicios del Ministerio de Asuntos Exteriores (India).
- De 1962 a 1969 fue empleado en Bagdad, Rabat y Jeddah.
- De 1969 a 1970 fue oficial con tareas especiales en el Ministerio de Asuntos Exteriores (India).
- De 1970 a 1972 fue secretario adjunto del Ministerio de Asuntos Exteriores (India).
- De 1972 a 1975 fue secretario de embajada en Bruselas.
- De 1975 a 1976 fue Encargado de negocios en Yeda.
- De 1976 a febrero de 1980 fue embajador en Abu Dabi (Emiratos Árabes Unidos).
- De febrero de 1980 a enero de 1985 fue secretario de enlace en el Ministerio de Asuntos Exteriores (India).
- De febrero de 1985 a 1989 fue Alto Comisionado en Canberra (Australia).
- De 1989 a 1990 fue embajador en Kabul (Afganistán).
- De 1990 a 1992 fue embajador en Teherán (Irán).
- De 1993 a enero de 1995 fue representant permanente ante la Sede de la Organización de las Naciones Unidas en Nueva York.
- De 2000 a 2002 fue Vice Cancelor de la Aligarh Muslim University.[1]